# 팔레스타인 인민당
팔레스타인 인민당(아랍어: حزب الشعب الفلسطيني)은 1982년 팔레스타인 공산당으로 창립한 팔레스타인의 사회주의 정당이다.

## 역사
1982년 2월, 저명한 팔레스타인 공산주의자들이 회의를 열고 팔레스타인 공산당을 재창당했다. 팔레스타인 공산당은 팔레스타인 해방기구와 관계를 맺은 뒤 1987년 팔레스타인 해방 기구에 가입했다. 1987년 4월 팔레스타인 해방기구 집행위원회에 팔레스타인 공산당의 위원이 포함됐다. 바시르 바르구티의 지도 하에 팔레스타인 공산당은 팔레스타인 지역의 다른 공산주의 단체들보다 일찍 마르크스-레닌주의를 정치 철학으로 재평가하는 데 중요한 역할을 했다. 1991년 소련 붕괴 후 팔레스타인 공산당은 팔레스타인의 계급투쟁을 연기해야 한다고 주장하며 팔레스타인 인민당으로 개칭했다. 이 명칭은 이슬람 세계에서 종교에 적대적인 이념인 공산주의의 이미지와 거리를 두려는 당의 움직임을 반영하기도 했지만, 팔레스타인 인민당의 당원들은 여전히 마르크스주의를 이념으로 삼았다.
팔레스타인 인민당은 오슬로 협정의 열렬한 지지자였지만, 지금은 요르단강 서안 지구와 가자 지구에 있는 팔레스타인 독립 국가의 목표를 옹호하면서 평화 과정의 "실패"를 비판한다.
2005년 1월 대통령 선거에서 바삼 앗살히 후보는 2.67%의 득표율을 기록했다. 2016년 10월에 실시된 팔레스타인 자치정부 선거에서 팔레스타인 인민당은 팔레스타인의 좌파 5개 파벌 중 하나로서, 민주동맹목록(Democratic Alliance List)에 참여했다. 2021년 팔레스타인 총선을 앞두고 PPP는 팔레스타인 인민해방전선, 팔레스타인 민족구상당, 팔레스타인 해방민주전선, 팔레스타인 민주연합과 함께 선거를 위한 좌파 공동 명단을 구성하기 위한 협상에 참여했지만 팔레스타인 인민당과 팔레스타인 인민해방전선의 입장 차이로 협상은 결렬되었다. 팔레스타인 인민당은 결국 팔레스타인 인민당 정치국의 일원인 파드와 호더가 이끄는 팔레스타인 민주연합과 "연합 좌파"라는 정치동맹을 만들었다.

## 같이 보기
- 팔레스타인 공산당